# 竹中有希
竹中 有希（たけなか ゆき、1986年11月25日 - ）は、女優。北海道出身。所属事務所はATプロダクション。身長167cm、B81cm-W59cm-H88cm、靴のサイズは24.0cm。血液型はB型。特技:クラシックバレエ

## 来歴・人物
- 2007年4月、任天堂WiiのCMでデビューする。
- 第2回北海道バレエコンクール ジュニアA（高校生）部門 2位入賞（2004年）。

## 出演

### テレビドラマ
- 新幹線ガール（2007年7月4日、日本テレビ系） - パーサー研修生 役
- ケータイ少女（2007年10月-、ファミリー劇場・テレビ埼玉ほか） - 山田綾乃 役
- Real Clothes/リアル・クローズ（2009年、フジテレビ） - 友美 役
- タクシードライバーの推理日誌

### CM
- 任天堂Wii Wiiでやわらかあたま塾（2007年）

### 映画
- 富江VS富江（2007年11月公開） - もう一人のトミエ役